# ليون روسوم
جنرال كرانتس هو ممثل أمريكي اسمه ليون روسوم ولد في شيكاغو 26 أغسطس 1943. وقد أشتهر في مسلسل بريزون بريك.
كان أول ظهور له في نهاية الموسم الثاني وكان يعتبر رئيسا لما يسمى بالكومباني. استمر حتى نهاية المسلسل في الجزء الرابع حيث تم إعدامه بالكرسي الكهربائي.

## وصلة خارجية
- ليون روسوم على موقع IMDb (الإنجليزية)
- ليون روسوم على موقع ألو سيني (الفرنسية)
- ليون روسوم على موقع أول موفي (الإنجليزية)
- ليون روسوم على موقع قاعدة بيانات برودواي على الإنترنت (الإنجليزية)
- ليون روسوم على موقع قاعدة بيانات الأفلام السويدية (السويدية)
- ليون روسوم على موقع قاعدة بيانات الفيلم (الإنجليزية)
- ليون روسوم على موقع كينوبويسك (الروسية)